# Clarenca
Clarenca var en öppen motorbåt från 1907, som ritades av Carl Gustaf Pettersson och byggdes på AB Gustaf Ericssons Automobilfabrik i Stockholm.
Clarenca byggdes sannolikt för Clarence von Rosen för att användas i sjön Öljaren i Södermanland.
Clarenca är k-märkt av Sjöhistoriska museet i Stockholm.